# پلازا د لا ایندپندنسیا

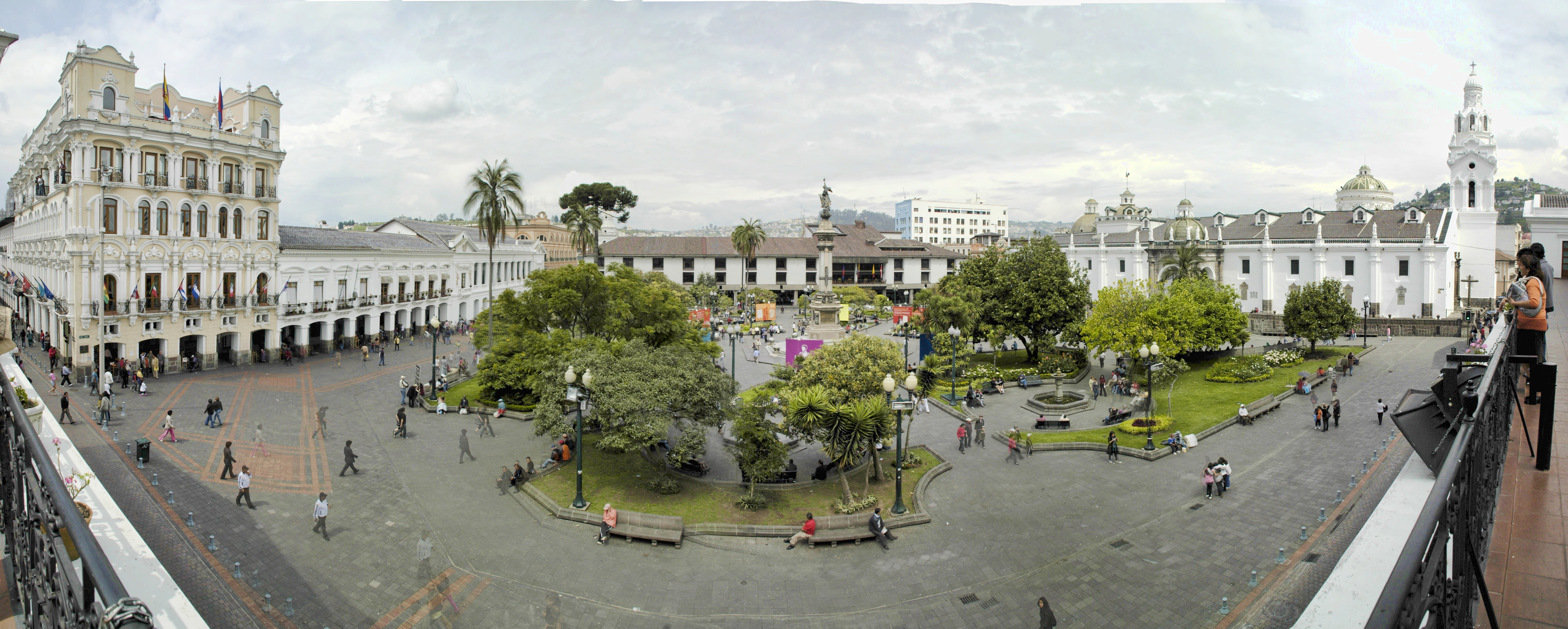
میدان استقلال اکوادور

میدان استقلال (اسپانیایی: Plaza de la Independencia) میدان عمومی اصلی و مرکزی شهر کیتو در اکوادور است. این مکان، میدان مرکزی شهر و یکی از نمادهای قوه مجریه ملت است. ویژگی اصلی آن بنای یادبود قهرمانان استقلال در ۱۰ اوت ۱۸۰۹ است؛ تاریخی که به عنوان اولین فریاد استقلال مخاطبان سلطنتی کیتو از سلطنت اسپانیا یاد می‌شود. این میدان توسط کاخ کاروندلت، کلیسای جامع متروپولیتن، کاخ اسقف اعظم، کاخ شهرداری و هتل پلازا گراند احاطه شده است.
میدان توسط چهار خیابان زیر احاطه شده است: خیابان ونزوئلا (شرق)، خیابان شیلی (شمال)، خیابان گابریل گارسیا مورنو (غرب) و بخش عابران پیاده خیابان ایگنیو اسپخو (جنوب).